# Agonès
Agonès est une commune française située dans le nord-est du département de l'Hérault, en région Occitanie.
Exposée à un climat méditerranéen, elle est drainée par l'Hérault, l'Alzon et par un autre cours d'eau. La commune possède un patrimoine naturel remarquable : un site Natura 2000 (les « gorges de l'Hérault ») et quatre zones naturelles d'intérêt écologique, faunistique et floristique.
Agonès est une commune rurale qui compte 312 habitants en 2022, après avoir connu une forte hausse de la population depuis 1968. Elle est dans l'unité urbaine de Saint-Bauzille-de-Putois et fait partie de l'aire d'attraction de Montpellier. Ses habitants sont appelés les Agonésois et Agonésoises.
La commune fait partie de la communauté de communes des Cévennes gangeoises et suménoises.

## Géographie

### Localisation
Agonès est située à 1,1 km de Saint-Bauzille-de-Putois, 3,8 km de Ganges, 38,2 km de Lodève, 34,7 km de Montpellier, 51,3 km de Nîmes et 561,4 km de Paris.

### Hameaux et lieux-dits
On trouve, sur la commune, plusieurs hameaux : Valrac, Monplaisir, Valfleury, La Vielle et Olivet.

### Communes limitrophes
Les communes limitrophes sont  Brissac, Cazilhac, Laroque et Saint-Bauzille-de-Putois.
| Cazilhac | Laroque                  | Saint-Bauzille-de-Putois |
| Brissac  | Agonès                   | Saint-Bauzille-de-Putois |
| Brissac  | Saint-Bauzille-de-Putois | Saint-Bauzille-de-Putois |

### Géologie et relief
La commune se situe sous le massif de la Thaurac et le mont Saint Micisse, en forme de bicorne de Bonaparte.
Le territoire de la commune est de 4,16 km2 et est situé à environ 150 mètres d'altitude.

### Hydrographie
Le territoire de la commune est traversé par l'Hérault à l'est, ce qui délimite la frontière avec la commune de Saint-Bauzille-de-Putois.
La commune est également traversée par de petits ruisseaux comme le ruisseau de la Lergue ou le ruisseau de Dère, qui marque une partie de la limite communale à l'ouest, avec Brissac.

### Climat
Pour des articles plus généraux, voir Climat de l'Occitanie et Climat de l'Hérault.
En 2010, le climat de la commune est de type climat méditerranéen franc, selon une étude s'appuyant sur une série de données couvrant la période 1971-2000. En 2020, Météo-France publie une typologie des climats de la France métropolitaine dans laquelle la commune est exposée à un climat méditerranéen et est dans la région climatique Provence, Languedoc-Roussillon, caractérisée par une pluviométrie faible en été, un très bon ensoleillement (2 600 h/an), un été chaud (21,5 °C), un air très sec en été, sec en toutes saisons, des vents forts (fréquence de 40 à 50 % de vents > 5 m/s) et peu de brouillards.
Pour la période 1971-2000, la température annuelle moyenne est de 14,3 °C, avec une amplitude thermique annuelle de 16,7 °C. Le cumul annuel moyen de précipitations est de 1 161 mm, avec 7,4 jours de précipitations en janvier et 3,2 jours en juillet. Pour la période 1991-2020, la température moyenne annuelle observée sur la station météorologique la plus proche, située sur la commune de Saint-Martin-de-Londres à 12 km à vol d'oiseau, est de 13,8 °C et le cumul annuel moyen de précipitations est de 1 087,5 mm,. Pour l'avenir, les paramètres climatiques de la commune estimés pour 2050 selon différents scénarios d’émission de gaz à effet de serre sont consultables sur un site dédié publié par Météo-France en novembre 2022.

### Milieux naturels et biodiversité

#### Réseau Natura 2000

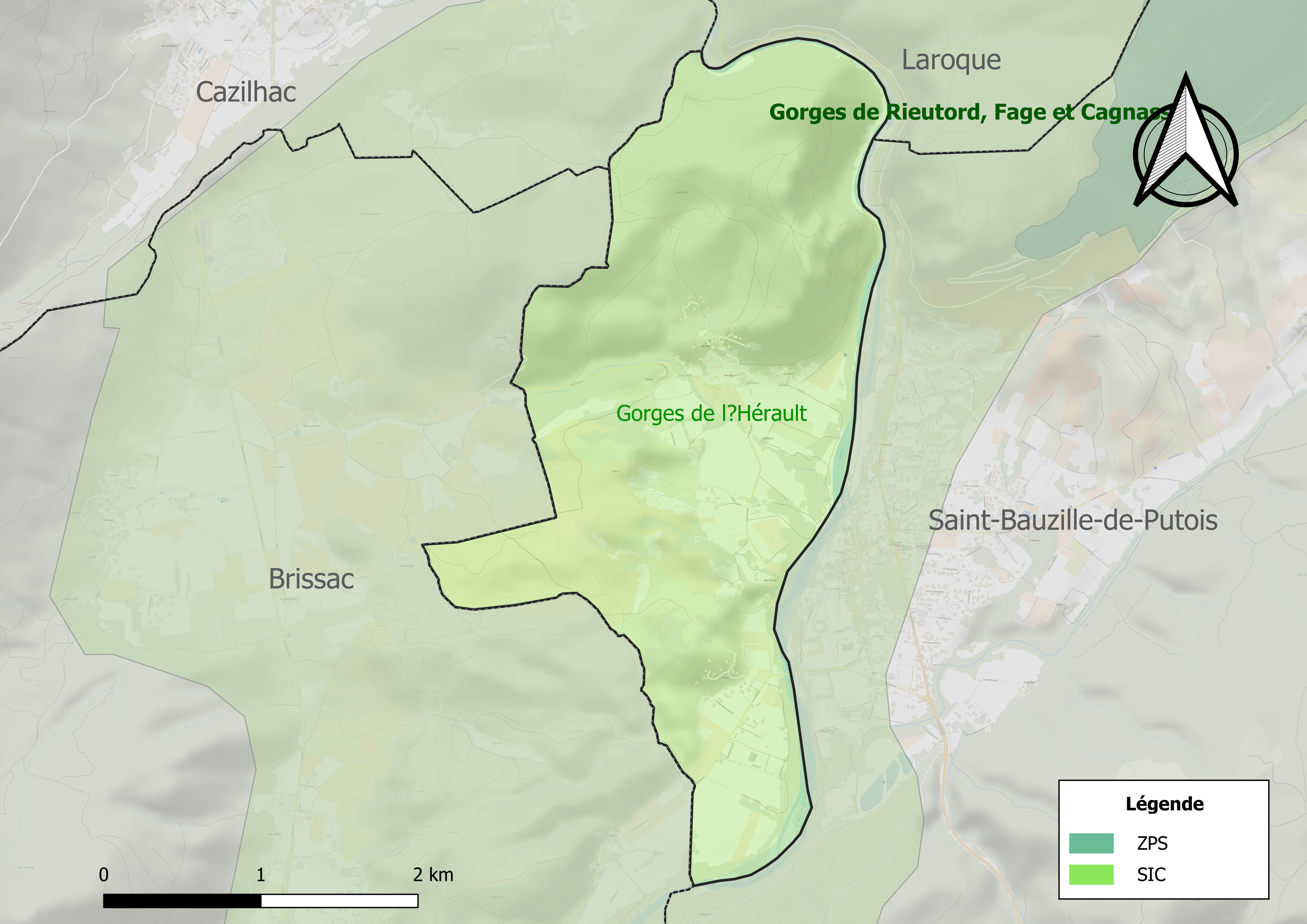
Site Natura 2000 sur le territoire communal.

Le réseau Natura 2000 est un réseau écologique européen de sites naturels d'intérêt écologique élaboré à partir des directives habitats et oiseaux, constitué de zones spéciales de conservation (ZSC) et de zones de protection spéciale (ZPS).
Un site Natura 2000 a été défini sur la commune au titre de la directive habitats : les « gorges de l'Hérault », d'une superficie de 21 736 ha, entaillent un massif calcaire vierge de grandes infrastructures dont les habitats forestiers (forêt de Pins de Salzman et chênaie verte) et rupicoles sont bien conservés. La pinède de Pins de Salzmann de Saint-Guilhem est une souche pure et classée comme porte-graines par les services forestiers. Il s'agit d'une forêt développée sur des roches dolomitiques.

#### Zones naturelles d'intérêt écologique, faunistique et floristique
L’inventaire des zones naturelles d'intérêt écologique, faunistique et floristique (ZNIEFF) a pour objectif de réaliser une couverture des zones les plus intéressantes sur le plan écologique, essentiellement dans la perspective d’améliorer la connaissance du patrimoine naturel national et de fournir aux différents décideurs un outil d’aide à la prise en compte de l’environnement dans l’aménagement du territoire.
Deux ZNIEFF de type 1 sont recensées sur la commune :
les « gorges supérieures de l'Hérault et plateau du Taurac » (952 ha), couvrant 5 communes du département et 
la « rivière de l' Hérault de Saint-Bauzille-de-Putois à l'embouchure du Lamalou » (163 ha), couvrant 4 communes du département
et deux ZNIEFF de type 2, : 
- le « massif des gorges de l'Hérault et de la Buège » (21 342 ha), couvrant 17 communes du département[22] ;
- le « plateau du Taurac » (2 196 ha), couvrant 8 communes dont une dans le Gard et sept dans l'Hérault[23].

Carte des ZNIEFF de type 1 et 2 à Agonès.
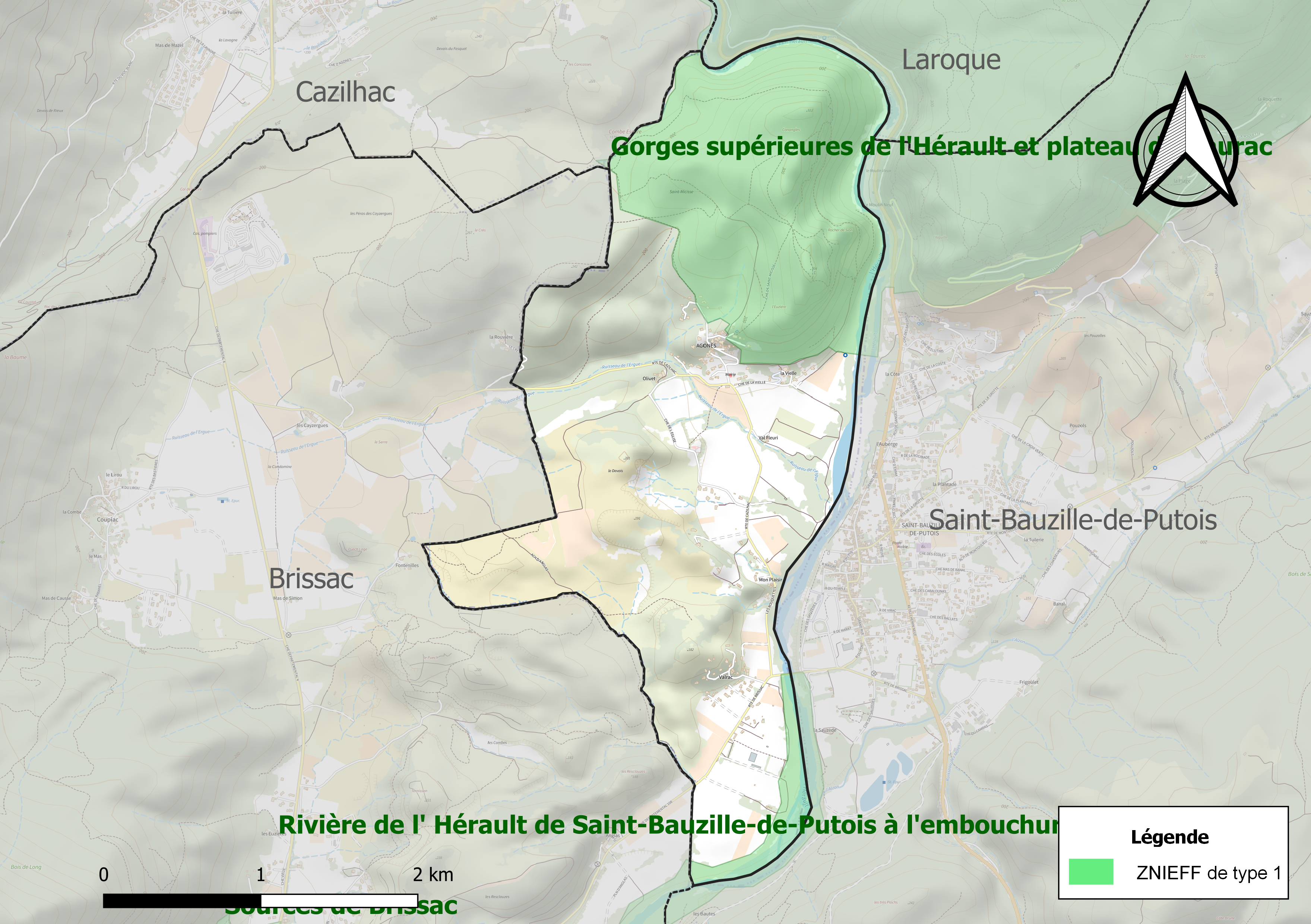
Carte des ZNIEFF de type 1 sur la commune.
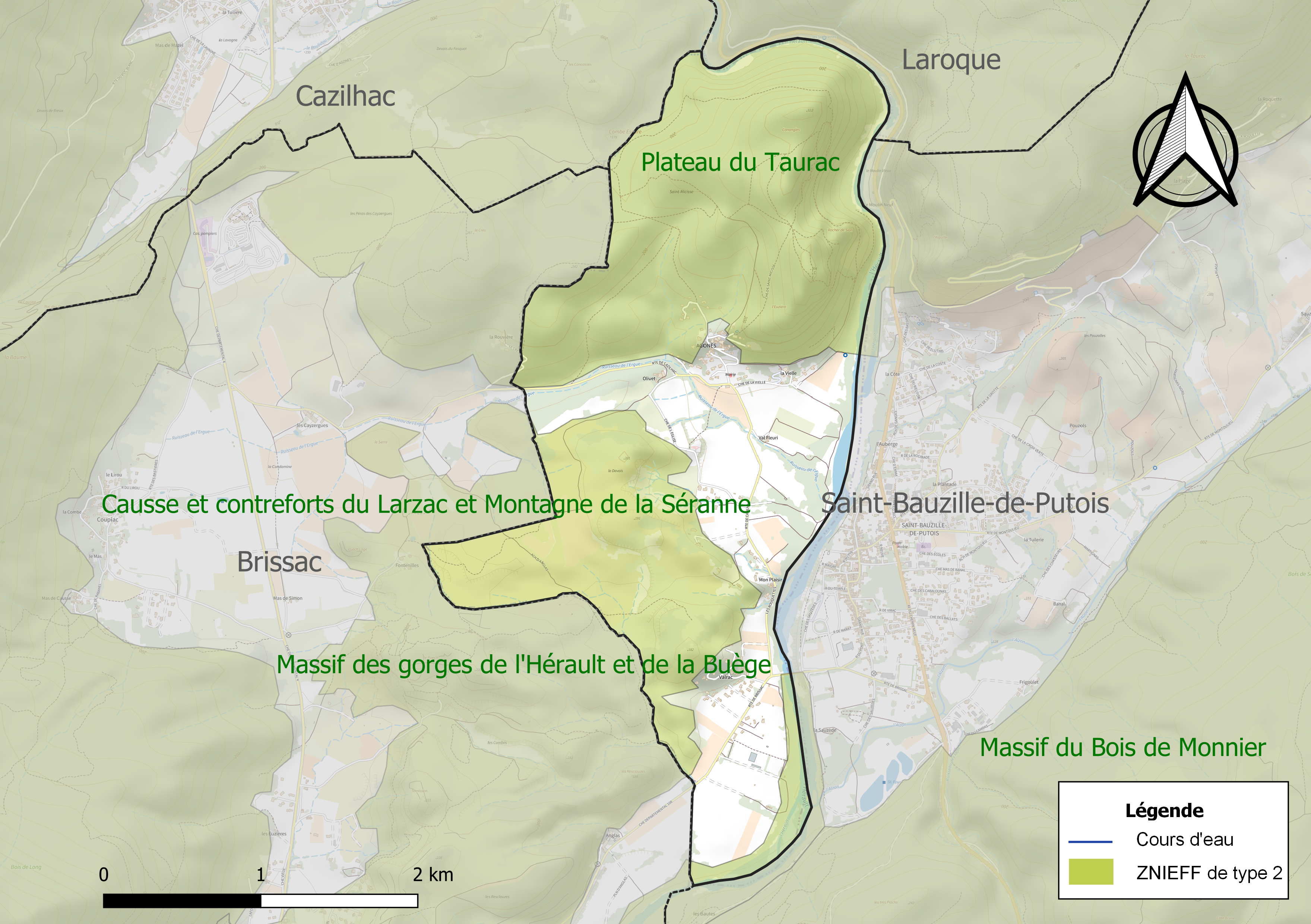
Carte des ZNIEFF de type 2 sur la commune.

## Urbanisme

### Typologie
Au 1er janvier 2024, Agonès est catégorisée commune rurale à habitat dispersé, selon la nouvelle grille communale de densité à sept niveaux définie par l'Insee en 2022.
Elle appartient à l'unité urbaine de Saint-Bauzille-de-Putois, une agglomération intra-départementale regroupant deux  communes, dont elle est une commune de la banlieue,,. Par ailleurs la commune fait partie de l'aire d'attraction de Montpellier, dont elle est une commune de la couronne,. Cette aire, qui regroupe 161 communes, est catégorisée dans les aires de 700 000 habitants ou plus (hors Paris),.

### Occupation des sols
L'occupation des sols de la commune, telle qu'elle ressort de la base de données européenne d’occupation biophysique des sols Corine Land Cover (CLC), est marquée par l'importance des forêts et milieux semi-naturels (52,7 % en 2018), une proportion identique à celle de 1990 (52,7 %). La répartition détaillée en 2018 est la suivante : 
forêts (41,8 %), cultures permanentes (30,6 %), zones agricoles hétérogènes (16,5 %), milieux à végétation arbustive et/ou herbacée (10,9 %), zones urbanisées (0,2 %). L'évolution de l’occupation des sols de la commune et de ses infrastructures peut être observée sur les différentes représentations cartographiques du territoire : la carte de Cassini (XVIIIe siècle), la carte d'état-major (1820-1866) et les cartes ou photos aériennes de l'IGN pour la période actuelle (1950 à aujourd'hui).

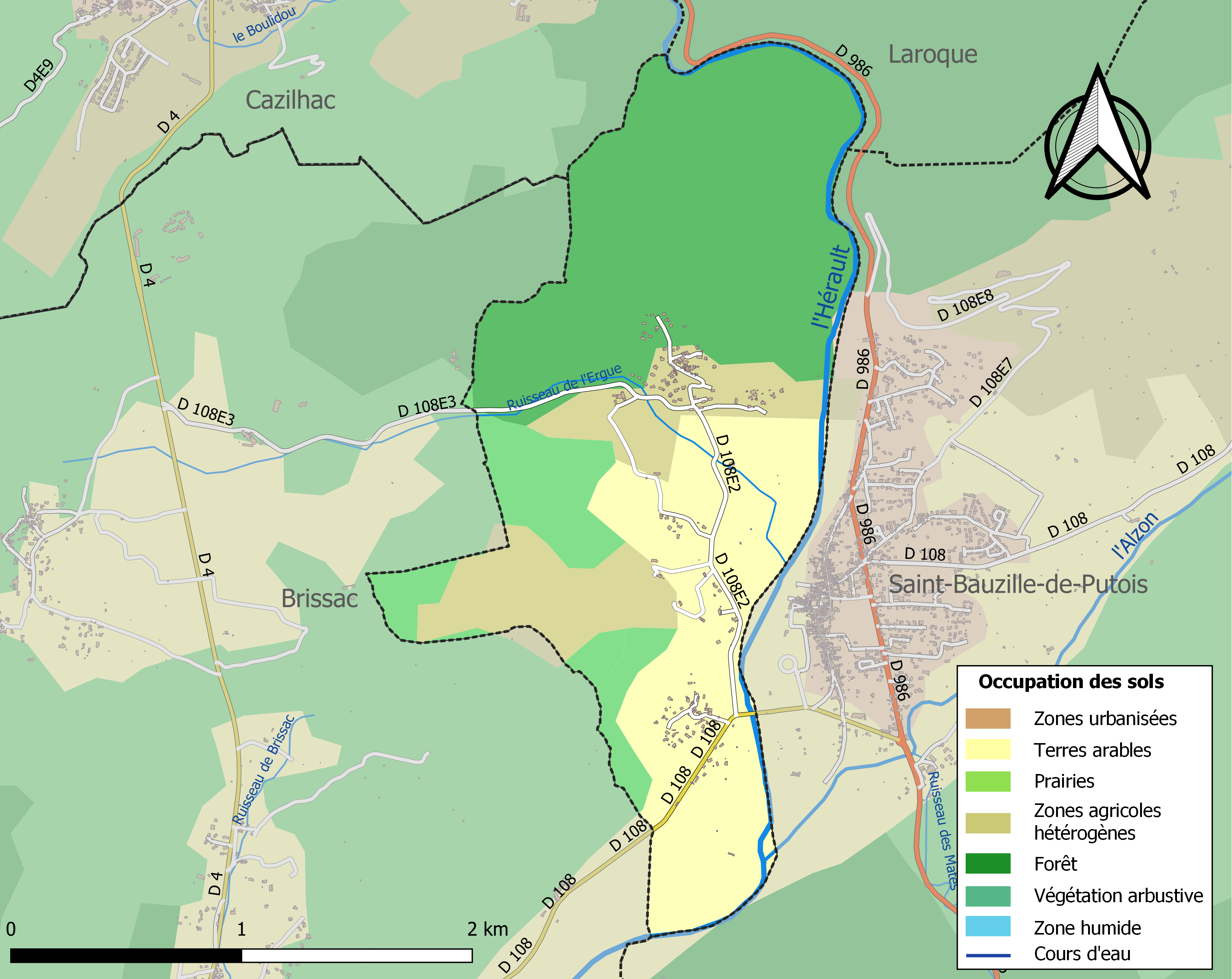
Carte des infrastructures et de l'occupation des sols de la commune en 2018 (CLC).

### Risques majeurs
Le territoire de la commune d'Agonès est vulnérable à différents aléas naturels : météorologiques (tempête, orage, neige, grand froid, canicule ou sécheresse), inondations, feux de forêts et séisme (sismicité faible). Il est également exposé à un risque particulier : le risque de radon. Un site publié par le BRGM permet d'évaluer simplement et rapidement les risques d'un bien localisé soit par son adresse soit par le numéro de sa parcelle.

#### Risques naturels
Certaines parties du territoire communal sont susceptibles d’être affectées par le risque d’inondation par débordement de cours d'eau, notamment l'Hérault et l'Alzon. La commune a été reconnue en état de catastrophe naturelle au titre des dommages causés par les inondations et coulées de boue survenues en 1982, 1992, 1994, 1995, 2011 et 2014,.
Agonès est exposée au risque de feu de forêt. Un plan départemental de protection des forêts contre les incendies (PDPFCI) a été approuvé en juin 2013 et court jusqu'en 2022, où il doit être renouvelé. Les mesures individuelles de prévention contre les incendies sont précisées par deux arrêtés préfectoraux et s’appliquent dans les zones exposées aux incendies de forêt et à moins de 200 mètres de celles-ci (soit sur plus de 56 % de la superficie du département). L’arrêté du 25 avril 2002 réglemente l'emploi du feu en interdisant notamment d’apporter du feu, de fumer et de jeter des mégots de cigarette dans les espaces sensibles et sur les voies qui les traversent sous peine de sanctions. L'arrêté du 11 mars 2013 rend le débroussaillement obligatoire, incombant au propriétaire ou ayant droit,.

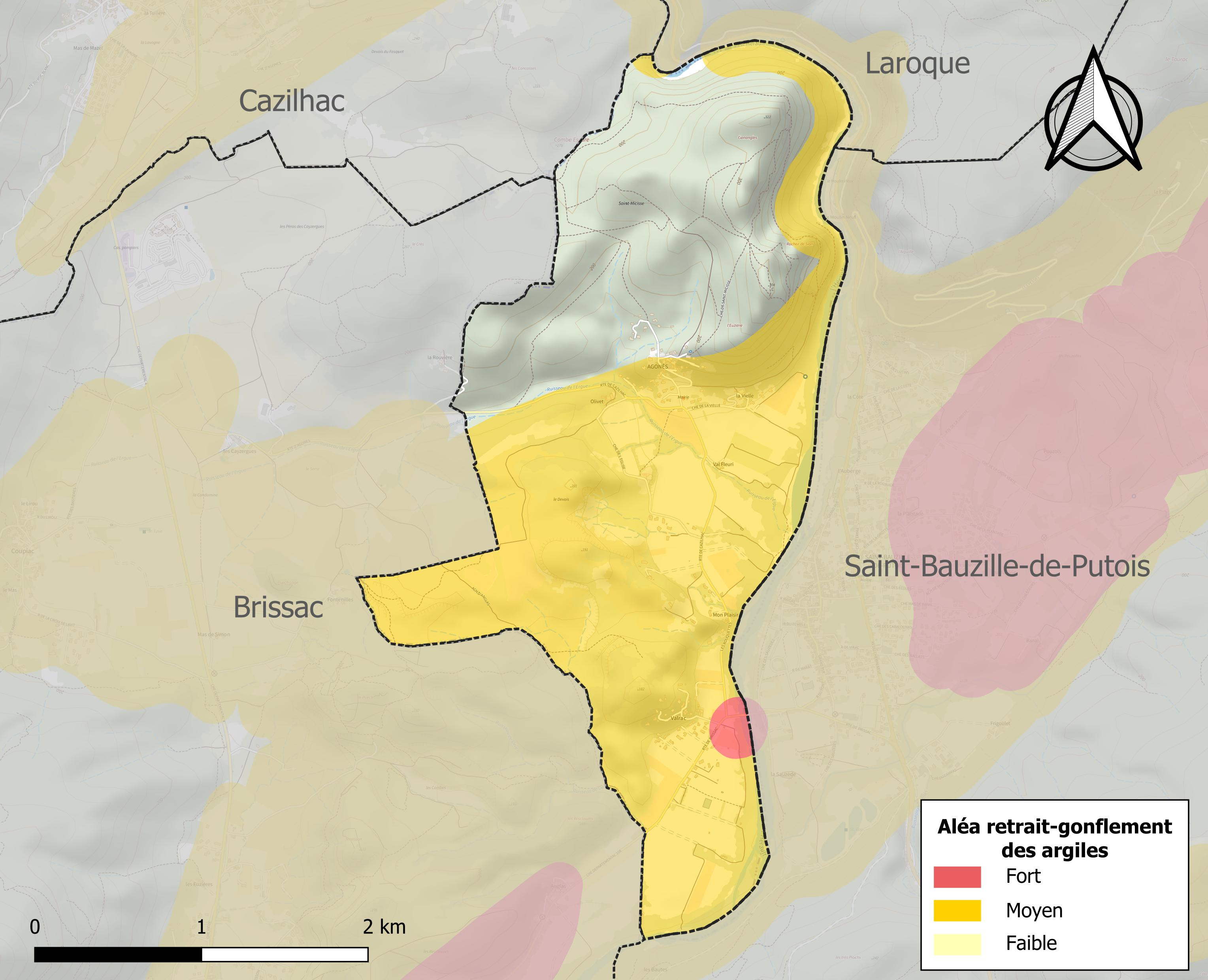
Carte des zones d'aléa retrait-gonflement des sols argileux d'Agonès.

Le retrait-gonflement des sols argileux est susceptible d'engendrer des dommages importants aux bâtiments en cas d’alternance de périodes de sécheresse et de pluie. 66,9 % de la superficie communale est en aléa moyen ou fort (59,3 % au niveau départemental et 48,5 % au niveau national). Sur les 131 bâtiments dénombrés sur la commune en 2019, 117 sont en aléa moyen ou fort, soit 89 %, à comparer aux 85 % au niveau départemental et 54 % au niveau national. Une cartographie de l'exposition du territoire national au retrait gonflement des sols argileux est disponible sur le site du BRGM,.
Par ailleurs, afin de mieux appréhender le risque d’affaissement de terrain, l'inventaire national des cavités souterraines permet de localiser celles situées sur la commune.

#### Risque particulier
Dans plusieurs parties du territoire national, le radon, accumulé dans certains logements ou autres locaux, peut constituer une source significative d’exposition de la population aux rayonnements ionisants. Certaines communes du département sont concernées par le risque radon à un niveau plus ou moins élevé. Selon la classification de 2018, la commune d'Agonès est classée en zone 2, à savoir zone à potentiel radon faible mais sur lesquelles des facteurs géologiques particuliers peuvent faciliter le transfert du radon vers les bâtiments.

## Toponymie
Le nom de la localité est attesté sous les formes : « Agounès » dès 803 dans le cartulaire de Gellone, « vicaria Agonensi » (899), « vigaria Agonense » (926), « castro Agonensi » (928), « vigaria Agonense » (958, 999, vers 1005, vers 1070), « De Agaunico » (1173), « mansi de Agones » (1258), « mansorum d'Agones » (1273), « parrochia S. Saturnini de Agonesio » (1288), « valle de Agonesio » (1304), la forme occitane Agounès se retrouve dans plusieurs pouillés (registres ecclésiastiques) en 1625.

## Histoire
Agonès était, à l'époque carolingienne, le chef-lieu d'une viguerie. À la fin du Xe siècle, cette viguerie déclina et le village fut supplanté par les seigneuries de Ganges et de Brissac. Il ne reste de cette époque que les ruines de la paroisse Saint Vincencian. Le village actuel date de la fin du Moyen Âge.

## Politique et administration

### Tendances politiques et résultats

#### Élections présidentielles, résultats des deuxièmes tours
- Élection présidentielle de 2002[34] : 78,51 % pour Jacques Chirac (RPR), 21,49 % pour Jean-Marie Le Pen (FN), 86,08 % de participation.
- Élection présidentielle de 2007[35] : 53,61 % pour Nicolas Sarkozy (UMP), 46,39 % pour Ségolène Royal (PS), 88,66 % de participation.
- Élection présidentielle de 2012[36] : 56,15 % pour François Hollande (PS), 43,85 % pour Nicolas Sarkozy (UMP), 91,98 % de participation.
- Élection présidentielle de 2017[37]: 57,64 % pour Emmanuel Macron (LREM), 42,36 % pour Marine Le Pen (FN), 85,64 % de participation.

#### Élections législatives, résultats des deuxièmes tours
- Élections législatives de 2002[38] : 60,64 % pour Robert Lecou (UMP), 39,36 % pour Hélène Mandroux-Colas (PS), 68,55 % de participation.
- Élections législatives de 2007[39] : 52,21 % pour Robert Lecou (UMP), 47,79 % pour Jean-Pierre Moure (PS), 71,79 % de participation.
- Élections législatives de 2012[40] : 55,63 % pour Frédéric Roig (PS), 44,37 % pour Robert Lecou (UMP), 69,30 % de participation.
- Élections législatives de 2017[41]: 67,37 % pour Jean-François Eliaou (LREM), 32,63 % pour François Gaubert (FN), 50,98 % de participation.

#### Élections européennes, résultats des deux meilleurs scores
- Élections européennes de 2004[42] : 20,43 % pour Kader Arif (PS), 19,35 % pour Gérard Onesta (Les Verts), 55,23 % de participation.
- Élections européennes de 2009[43] : 28,45 % pour Dominique Baudis (UMP), 27,59 % pour José Bové (EELV), 55,98 % de participation.

#### Élections régionales, résultats des deux meilleurs scores
- Élections régionales de 2004[44] : 48,46 % pour Georges Frêche (DVG), 46,15 % pour Jacques Blanc (UMP), 78,36 % de participation.
- Élections régionales de 2010[45] : 55,20 % pour Georges Frêche (DVG), 32,80 % pour Raymond Couderc (UMP), 64,15 % de participation.

#### Élections référendaires
- Référendum de 1992 relatif au traité de Maastricht[46] : 63,16 % pour le Non, 36,84 % pour le Oui, 87,61 % de participation.
- Référendum de 2005 relatif au traité établissant une Constitution pour l'Europe[47] : 62,68 % pour le Non, 37,32 % pour le Oui, 80,22 % de participation.

### Liste des maires
| Période   | Période                   | Identité        | Étiquette | Qualité |
| --------- | ------------------------- | --------------- | --------- | ------- |
| 1947      | 1965                      | Léopold Causse  |           |         |
| 1965      | mars 2008                 | Jean Causse     | DVD       |         |
| mars 2008 | En cours (au 7 juin 2020) | Patrick Tricou, | SE        | Cadre   |

### Administration municipale
Compte tenu du nombre d'habitants dans la commune lors du dernier recensement, le conseil municipal est composé de 19 membres conformément au Code général des collectivités territoriales. À l'issue des élections municipales de 2008, Patrick Tricou a été élu maire, succédant à Jean Causse.

### Jumelages
Au 28 juin 2013, Agonès n'est jumelée avec aucune commune.

### Instances judiciaires et administratives
Agonès relève du tribunal d'instance de Montpellier, du tribunal de grande instance de Montpellier, de la cour d'appel de Montpellier, du tribunal pour enfants de Montpellier, du conseil de prud'hommes de Montpellier, du tribunal de commerce de Montpellier, du tribunal administratif de Montpellier et de la cour administrative d'appel de Marseille.

## Population et société

### Démographie
L'évolution du nombre d'habitants est connue à travers les recensements de la population effectués dans la commune depuis 1793. Pour les communes de moins de 10 000 habitants, une enquête de recensement portant sur toute la population est réalisée tous les cinq ans, les populations de référence des années intermédiaires étant quant à elles estimées par interpolation ou extrapolation. Pour la commune, le premier recensement exhaustif entrant dans le cadre du nouveau dispositif a été réalisé en 2005.

En 2022, la commune comptait 312 habitants, en évolution de +21,4 % par rapport à 2016 (Hérault : +7,49 %, France hors Mayotte : +2,11 %).
| 1793 | 1800 | 1806 | 1821 | 1831 | 1836 | 1841 | 1846 | 1851 |
| ---- | ---- | ---- | ---- | ---- | ---- | ---- | ---- | ---- |
| 92   | 86   | 95   | 182  | 114  | 106  | 114  | 115  | 126  |

| 1856 | 1861 | 1866 | 1872 | 1876 | 1881 | 1886 | 1891 | 1896 |
| ---- | ---- | ---- | ---- | ---- | ---- | ---- | ---- | ---- |
| 127  | 126  | 101  | 103  | 108  | 98   | 94   | 93   | 87   |

| 1901 | 1906 | 1911 | 1921 | 1926 | 1931 | 1936 | 1946 | 1954 |
| ---- | ---- | ---- | ---- | ---- | ---- | ---- | ---- | ---- |
| 84   | 88   | 89   | 86   | 89   | 98   | 97   | 85   | 90   |

| 1962 | 1968 | 1975 | 1982 | 1990 | 1999 | 2005 | 2006 | 2010 |
| ---- | ---- | ---- | ---- | ---- | ---- | ---- | ---- | ---- |
| 88   | 68   | 77   | 99   | 131  | 179  | 210  | 221  | 241  |

| 2015 | 2020 | 2022 | - | - | - | - | - | - |
| ---- | ---- | ---- | - | - | - | - | - | - |
| 259  | 295  | 312  | - | - | - | - | - | - |

### Enseignement
La commune est située dans l'académie de Montpellier.
L'école élémentaire publique la plus proche est située à Saint-Bauzille-de-Putois, à environ 1 km ; l'école élémentaire privée la plus proche est située à Cazilhac, à environ 3,2 km.
Les collèges, un public et un privé, les plus proches sont situés à Ganges, dans l'Hérault, à environ 4 km.
Quant aux lycées, un lycée public est situé au Vigan et un lycée agricole privé se trouve à Ganges.

### Santé
Il n'y a aucun médecin à Agonès ; le médecin le plus proche se trouve à Ganges.
Les centres hospitaliers les plus proches sont la polyclinique Saint-Louis à Ganges, à environ 4 km et l'hôpital local du Vigan.

### Sports
La commune ne possède pas d'équipements sportifs majeurs.

## Économie

### Revenus
En 2018  (données Insee publiées en septembre 2021), la commune compte 100 ménages fiscaux, regroupant 233 personnes. La médiane du revenu disponible par unité de consommation est de 22 130 € (20 330 € dans le département).

### Emploi
|                | 2008   | 2013   | 2018  |
| -------------- | ------ | ------ | ----- |
| Commune        | 8,9 %  | 8 %    | 6,3 % |
| Département    | 10,1 % | 11,9 % | 12 %  |
| France entière | 8,3 %  | 10 %   | 10 %  |

En 2018, la population âgée de 15 à 64 ans s'élève à 162 personnes, parmi lesquelles on compte 77,6 % d'actifs (71,3 % ayant un emploi et 6,3 % de chômeurs) et 22,4 % d'inactifs,. En  2018, le taux de chômage communal (au sens du recensement) des 15-64 ans est inférieur à celui de la France et du département, alors qu'en 2008 il était supérieur à celui de la France.
La commune fait partie de la couronne de l'aire d'attraction de Montpellier, du fait qu'au moins 15 % des actifs travaillent dans le pôle,. Elle compte 17 emplois en 2018, contre 18 en 2013 et 10 en 2008. Le nombre d'actifs ayant un emploi résidant dans la commune est de 118, soit un indicateur de concentration d'emploi de 14,1 % et un taux d'activité parmi les 15 ans ou plus de 58,2 %.
Sur ces 118 actifs de 15 ans ou plus ayant un emploi, 8 travaillent dans la commune, soit 7 % des habitants. Pour se rendre au travail, 89 % des habitants utilisent un véhicule personnel ou de fonction à quatre roues, 3,9 % les transports en commun, 4,8 % s'y rendent en deux-roues, à vélo ou à pied et 2,4 % n'ont pas besoin de transport (travail au domicile).

### Activités hors agriculture
16 établissements sont implantés  à Agonès au 31 décembre 2019.
Le secteur de la construction est prépondérant sur la commune puisqu'il représente 37,5 % du nombre total d'établissements de la commune (6 sur les 16 entreprises implantées  à Agonès), contre 14,1 % au niveau départemental.

### Agriculture
|               | 1988 | 2000 | 2010 | 2020 |
| ------------- | ---- | ---- | ---- | ---- |
| Exploitations | 14   | 12   | 9    | 2    |
| SAU (ha)      | 84   | 54   | nd   | 2    |

La commune est dans le « Soubergues », une petite région agricole occupant le nord-est du département de l'Hérault. En 2020, l'orientation technico-économique de l'agriculture  sur la commune est la viticulture. Deux exploitations agricoles ayant leur siège dans la commune sont dénombrées lors du recensement agricole de 2020 (14 en 1988). La superficie agricole utilisée est de 2 ha,,.

## Culture locale et patrimoine

### Lieux et monuments
Le village possède deux monuments :

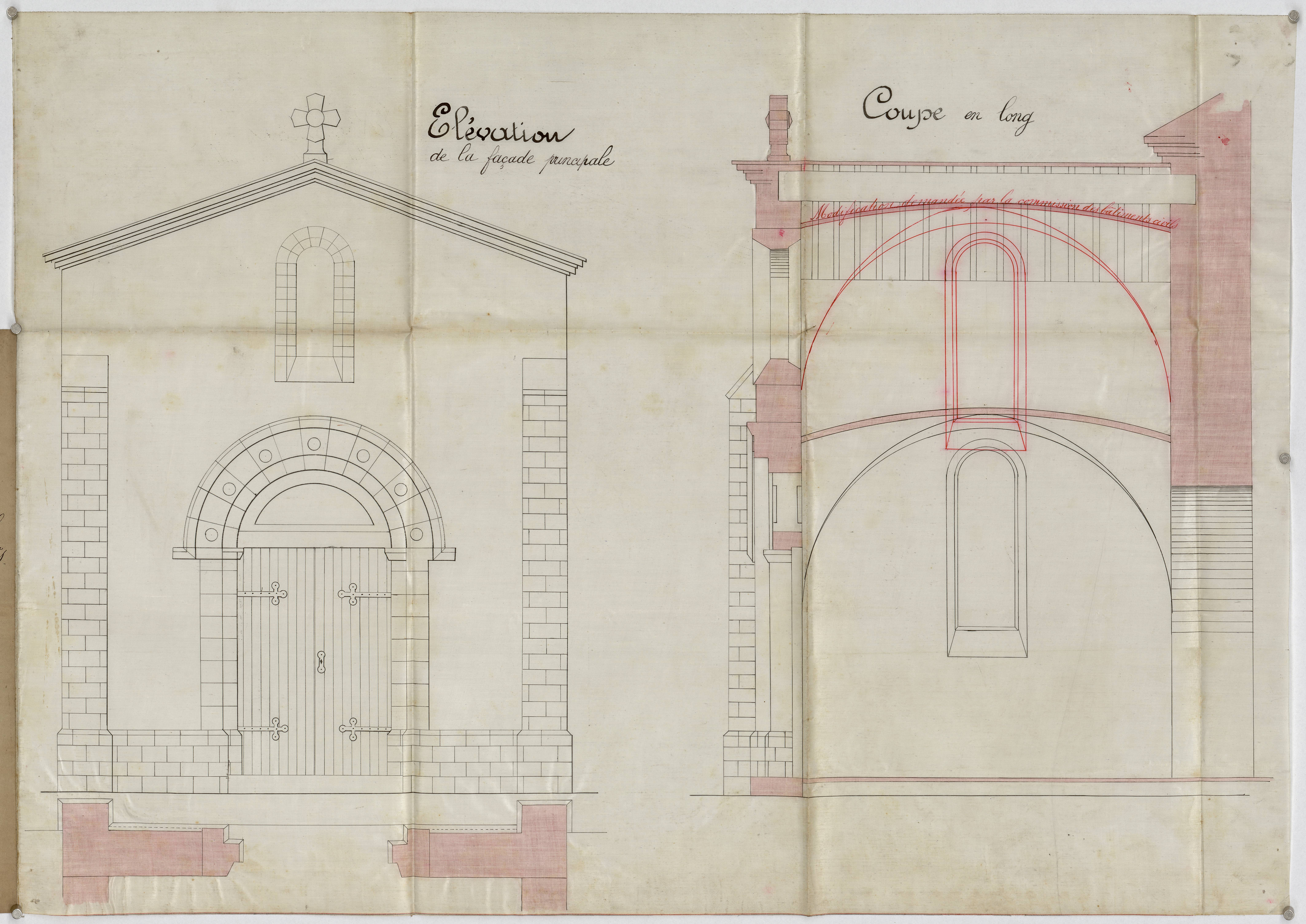
Élévation et coupe de l'église (1887).

- L'église Saint-Saturnin d'Agonès, qui possède une abside datant du XIIe siècle et une nef, qui à l'origine devait avoir une voûte en berceau[7]. À l'intérieur de l'église, on peut voir une inscription gallo-romaine, qui daterait de la fin du IIe siècle.
- Église wisigothe Saint-Vincentian de Saint-Micisse. Les ruines de la paroisse Saint-Vincencian, qui daterait de l'époque wisigothique, ruines d'une ancienne église dédiée à saint Vincent[7].

### Personnalités liées à la commune
Darkins, youtubeur et présentateur de l'émission « Oh My Geek », une chaîne de web épisodes traitant de film événement et actu dit « geek », habite à Agonès. Dont voici le lien YouTube :
https://www.youtube.com/channel/UCRcE5ZhlYd0UshWfVDgCqsQ

### Héraldique
| Blason de Agonès | Blason  | D'azur à la montagne d'argent sommée de Saint Saturnin évêque à genoux dans une grotte d'or. |
| Blason de Agonès | Détails |                                                                                              |